# Halton Arp

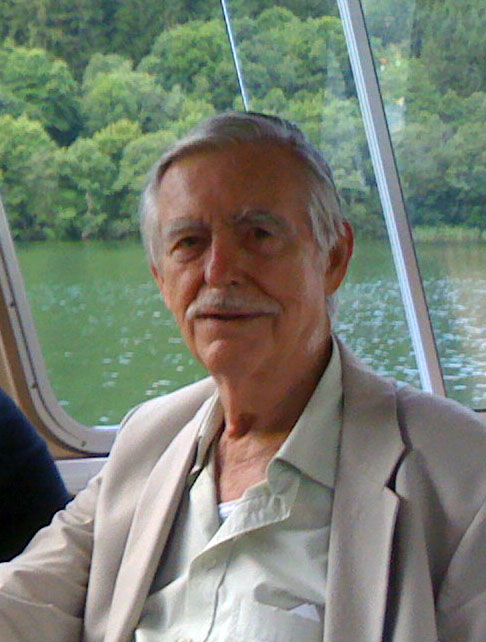
Arp 2008

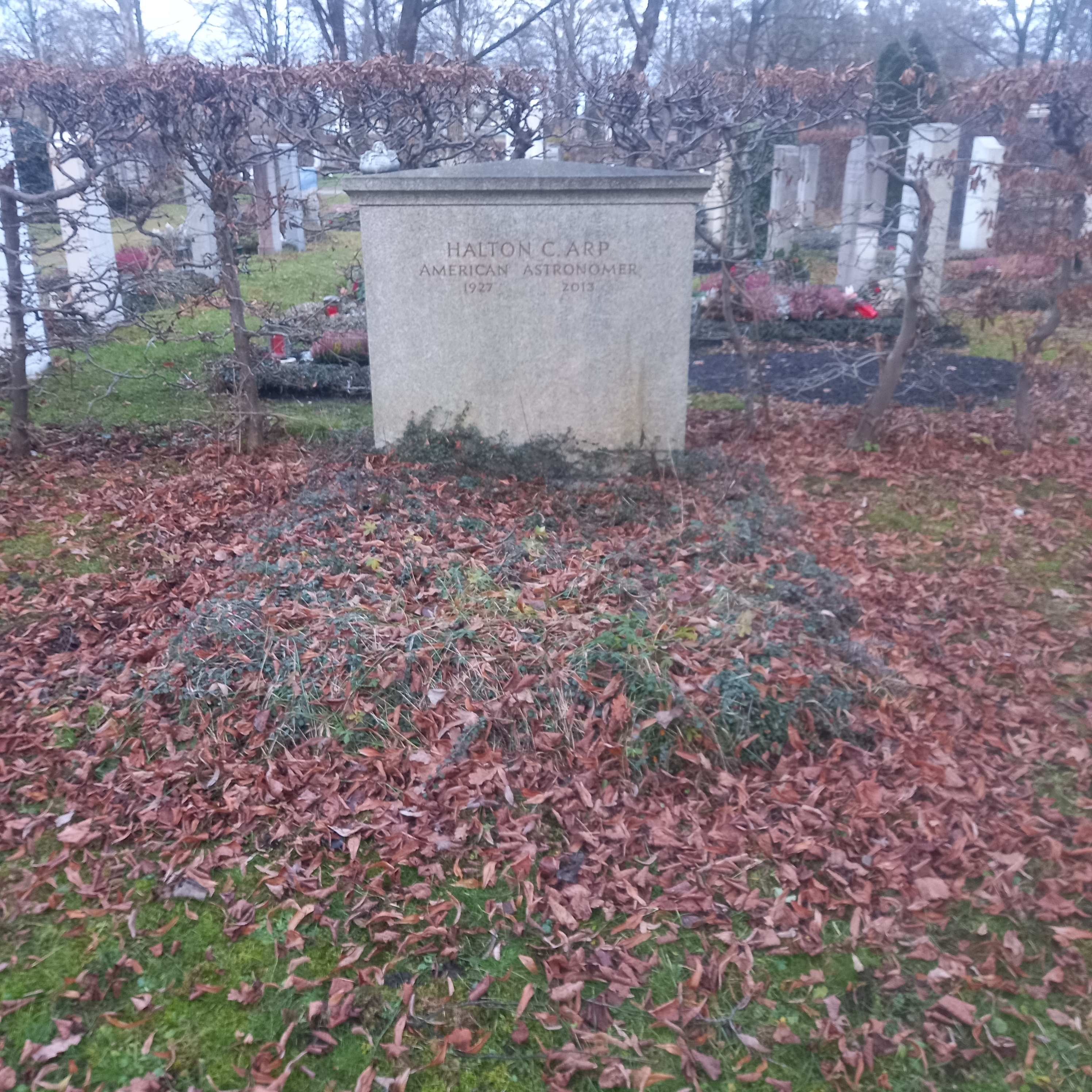
Das Grab von Halton Arp auf dem Nordfriedhof (München)

Halton Christian Arp (* 21. März 1927 in New York; † 28. Dezember 2013 in München) war ein US-amerikanischer Astronom.

## Leben und Werk
Arp studierte an der Harvard University (B.A., 1949) bei Harlow Shapley (Vermesser der  Milchstraße) und ging nach Los Angeles ans CalTech (Ph.D., 1953) zu Edwin Hubble. Danach wurde er 1953 Wissenschaftlicher Mitarbeiter der Carnegie Institution of Washington, für die er am Mount-Wilson-Observatorium und am Palomar-Observatorium forschte.
1955 wurde er Forschungsassistent an der Indiana University und 1957 Angestellter des Mount-Palomar-Observatoriums, wo er 29 Jahre lang tätig war.
Arp wurde bekannt für die umstrittene Theorie, nach der die Rotverschiebung speziell von Quasaren eine bisher unbekannte nicht-kosmologische Ursache hat und daher zur Bestimmung der Entfernung nicht geeignet ist. Damit stellte er eine der Grundlagen der Urknalltheorie in Frage. Ebenso vertrat er eine alternative Gravitationstheorie im Sinne der Le-Sage-Gravitation.

Wenngleich Arp wegen seiner Theorie viel Kritik erntete, wurde seine Konsequenz auch gelobt. So meinte der ehemalige Leiter des Max-Planck-Instituts für Astrophysik, Rudolf Kippenhahn, zu Arp: 

„Wir brauchen Leute wie ihn, sonst besteht die Gefahr, dass sich in der Wissenschaft Cliquen bilden, die keine Kritik von außen zulassen.“

Als Halton Arp am Palomar-Observatorium in Ungnade fiel, holte ihn Kippenhahn, der in den 1980er Jahren das Max-Planck-Institut für Astrophysik (MPA) in Garching bei München leitete, mit einem Stipendium nach München. Ab 1983 wurde Halton Arp als unbezahlter Gastwissenschaftler am MPA geführt. Seit 1996 war er auswärtiges Mitglied der Academia Europaea.
Arp stellte auch einen Katalog ungewöhnlicher Galaxien zusammen, den Atlas of Peculiar Galaxies.

## Auszeichnungen
- 1960: Helen-B.-Warner-Preis